# Óscar Villarroel
Óscar Villarroel (ur. 27 lutego 1944 w Cochabambie, zm. 1 listopada 2023 w Santa Cruz) – piłkarz boliwijski, grający na pozycji obrońcy.

## Kariera
Jako piłkarz klubu Municipal La Paz wziął udział w turnieju Copa América 1963, gdzie Boliwia zdobyła tytuł mistrza Ameryki Południowej. Villarroel nie zagrał w żadnym spotkaniu.
Razem z klubem Municipal wziął udział w turnieju Copa Libertadores 1966, gdzie jego klub zajął 4. miejsce w 6-zespołowej grupie i odpadł w pierwszej rundzie.

## Sukcesy
Boliwia
- Copa América (1): 1963 (1. miejsce)